# Koronia-See
Der Koronia-See (griechisch Λίμνη Κορώνεια, gesprochen Límni Korónia, alternative Bezeichnungen griechisch Λίμνη Λαγκαδά, gesprochen Límni Langadá oder griechisch Λίμνη Αγίου Βασιλείου, gesprochen Límni Ajíou Vassilíou; mazedon./bulgar. Bezeichnung Лагадинско Езеро, gesprochen Lagadinsko Ezero) ist ein See in der Region Mygdonien (Mygdonia) im Regionalbezirk Thessaloniki der Verwaltungsregion Zentralmakedonien in Nordgriechenland.
Der Koronia-See befindet sich in einer Senke zwischen der Halbinsel Chalkidiki und dem Chortiatis-Massiv im Süden und den Gebirgszügen des Vertsikos im Norden. Im Osten liegt, durch eine Landenge getrennt, der Volvi-See, im Westen wird der See durch die Ausläufer des Chortiatis-Massivs von der Stadt Thessaloniki getrennt. Vor ca. 1.000.000 Jahren bildeten Koronia-See und Volvi-See einen großen See in der Senke von Mygdonien, dieser entwässerte durch das Tal von Rendina nach Osten in den Strymonischen Golf der Ägäis. Später wurden die beiden Seen in der mygdonischen Senke getrennt, der Abfluss in die Ägäis versiegte.
Die Oberfläche des Sees liegt 75 m über dem Meeresspiegel. Die Fläche des Sees umfasst 48 km², das Einzugsgebiet des Sees (catchment area) beläuft sich auf 350 km². Die mittlere Tiefe des Koronia-Sees beläuft sich auf 3,5 m, die maximale Tiefe auf 9,5 m. Das Wasservolumen beträgt 175 × 106 Kubikmeter. Der Koronia-See ist derjenige mit der höchsten Alkalinität in Griechenland.
Südlich des Sees verläuft die Nationalstraße 2, nördlich des Sees die Autobahn 2 (Egnatia Odos). An seinem Ufer liegen von Nordwesten gegen den Uhrzeigersinn gezählt: die Kleinstadt Langadas, Kavalari, Agios Vassilios, nach dem der See auch benannt wird, Vasiloudi, Yerakarou, Langkadikia, Scholari, Evangelismos. In der Nähe von Agios Vassilios liegt auch das Frauenkloster Emmaus.
Der Koronia-See verlandet und wird daher immer kleiner. Die Landenge zwischen Koronia- und Volvi-See wächst entsprechend. In den 1950er Jahren wurde im Koronia-See noch umfangreicher Fischfang betrieben. In den 1970er Jahren hatte der Koronia-See eine mittlere Tiefe von 5 m. In den ersten 2000er Jahren ist die Tiefe des Sees auf 50 cm bis 1 m im Durchschnitt gefallen. 2002 drohte bereits eine vollständige Austrocknung, Anfang Juli 2008 war der See komplett ausgetrocknet.
Durch übermäßige Wasserentnahmen zur Bewässerung war der See bereits mehrmals vollständig ausgetrocknet und es kam immer wieder zu Fischsterben.
Der Koronia-See ist Teil des Natura-2000-Netzes, des europäischen Netzwerks von Naturschutzgebieten.